# Suly Röthlisberger
Suly Röthlisberger (Zurigo, 26 dicembre 1949) è un'attrice svizzera.

## Filmografia

### Cinema
- Sonjas Rückkehr (2006)
- Sonntagsvierer (2010)

### Televisione
- Tag und Nacht (2008 - 2009)
- Die Käserei in Goldingen (2010, film TV)
- Tatort: Wunschdenken (2011, film TV)
- Tatort: Skalpell (2012, film TV)
- Der Teufel von Mailand (2012, film TV)
- Tatort: Schmutziger Donnerstag (2013, film TV)
- Tatort: Zwischen zwei Welten (2014, film TV)
- Tatort: Schutzlos (2015, film TV)
- Tatort: Ihr werdet gerichtet (2016, film TV)
- Il becchino (2013 - 2019)